# República del Congo en los Juegos Olímpicos de Tokio 1964
La República del Congo estuvo representada en los Juegos Olímpicos de Tokio 1964 por dos deportistas masculinos que compitieron en atletismo.
El equipo olímpico congoleño no obtuvo ninguna medalla en estos Juegos.